# カプロニ Ca.60

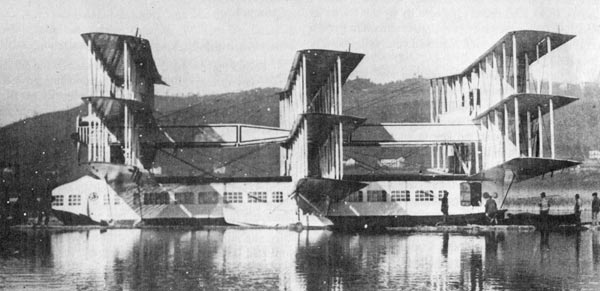
Caproni Ca.60

カプロニ Ca.60 トランスアエロ (Caproni Ca.60 Transaereo) は、100名の乗客を乗せて大西洋横断飛行を横断する計画の下に、イタリアのカプロニ社によって製造された9枚の主翼を持つ試作飛行艇。8基のエンジンと、三葉で3セットある主翼が特徴。水上での機体の安定性を保つために、両脇にフロートが取り付けられている。前後三列に三葉の主翼を持つ世界で唯一の機体である。
まだ航空機の黎明期に近い時代に「100人の乗客とともに大西洋を横断する」という、当時としては桁違いに野心的な計画のもとに生まれた巨人機だった。カプロニは第一次世界大戦においてCa.36等の多発大型爆撃機で成功した経験を持っており、その経験を活かした設計であった。
1921年3月4日、イタリアのマッジョーレ湖で乗客60人分に相当する重量を積載して試験飛行を行なったが、ごく短い飛行をするに留まった。機体はわずか60フィート（約18メートル）の高さまで上昇しただけで、その後すぐに墜落。機体は衝撃で破壊され急速に浸水、数分で湖の底に沈んだ。パイロットは脱出に成功したため死傷者は出なかった。
カプロニは機体を回収、これを修理して試験続行が考えられていたが、実際に修理に着手する前に火災が発生し1機だけの試作機は焼失してしまった。

## スペック
- 乗員：8名
- 乗客：100名
- 全長：23.45 m
- 全幅：30.0 m
- 全高：9.15 m
- 翼面積：9,000 m2
- 空虚重量：26,000 kg
- 動力：リバティ L-12 エンジン × 8
- 出力：400 Hp ×8
- 最大速度：130 km/h
- 航続距離：660 km